# راينر ويرث
راينر ويرث (بالإسبانية: Rainer Wirth)‏ هو لاعب كرة قدم تشيلي، ولد في 25 أكتوبر 1982 في سانتياغو في تشيلي. لعب مع ديبورتيس ماجالانز وكولو-كولو ولاسيرينا ونادي أونيفرسيداد كاتوليكا ويونيون إسبانيولا.

## وصلات خارجية
- راينر ويرث على موقع إي إس بي إن إف سي (الإنجليزية)
- راينر ويرث على موقع قاعدة بيانات كرة القدم.إي يو (الإنجليزية)
- راينر ويرث على موقع عالم كرة القدم.نت (الإنجليزية)
- راينر ويرث على موقع AS.com (الإسبانية)